# Lernaea octocornua
Lernaea octocornua is een eenoogkreeftjessoort uit de familie van de Lernaeidae. De wetenschappelijke naam van de soort is voor het eerst geldig gepubliceerd in 1960 door Yin.